# سوبروتو باغچی
سوبروتو باغچی (انگلیسی: Subroto Bagchi؛ زادهٔ ۳۱ مهٔ ۱۹۵۷) کارآفرین اهل هند است، که در سال ۱۹۹۹ شرکت مایندتری را تأسیس کرد.